# Produit fertilisant

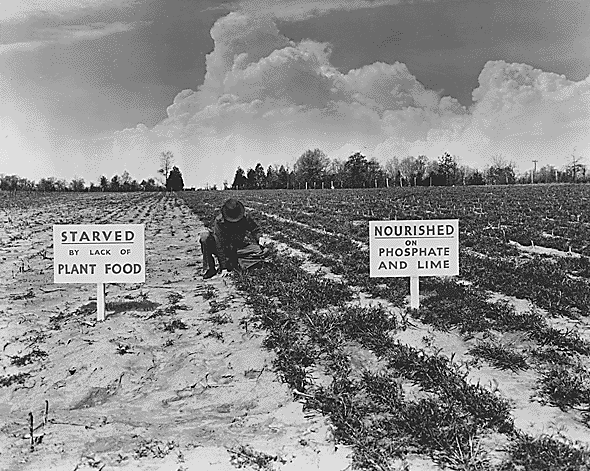
Tennessee Valley Authority : « Résultats d'engrais » démonstration 1942.

Un fertilisant, produit fertilisant ou matière fertilisante est une substance, ou un mélange de substances, naturelle ou d'origine synthétique, utilisée en agriculture, en horticulture et sylviculture, pour amender les sols, notamment leur structure, et engraisser les plantes cultivées. Les fertilisants comprennent les engrais et les amendements. Les premiers sont destinés à favoriser la croissance des plantes en leur apportant des éléments nutritifs, et les seconds sont plutôt destinés à améliorer la qualité des sols.

## Définitions agronomiques

### Pour l'Europe
« Un fertilisant est une substance, un mélange, un micro-organisme ou toute autre matière appliqués ou destinés à être appliqués sur des végétaux ou leur rhizosphère ou sur des champignons ou leur mycosphère, ou destinés à constituer la rhizosphère ou la mycosphère, seuls ou mélangés avec une autre matière, dans le but d’apporter aux végétaux ou aux champignons des éléments nutritifs ou d’améliorer leur efficacité nutritionnelle »

### En France
Une définition retenue en France par le Ministère de l'agriculture en 2015 est : « produits destinés à assurer ou à améliorer la nutrition des végétaux ainsi que les propriétés physiques, chimiques et biologiques des sols. Parmi elles : les engrais, les amendements, les mélanges de produits ».

## Éléments de définition
- les produits phytosanitaires (protection des plantes contre les maladies, les mauvaises herbes, les ravageurs) et les supports de culture (milieux de culture, tels que tourbe, terreau, terres de bruyère) ne sont pas des fertilisants. Certains produits commercialisés sont des mélanges de produits phytosanitaires et de fertilisants, ce qui peut créer une confusion.
- l'azote des engrais minéraux azotés est un puissant eutrophisant, très soluble dans l'eau (à stocker à l'abri de l'eau et hors de zones inondables) ; certaines formes, comme le nitrate d'ammonium utilisé comme engrais, peuvent, dans certaines conditions, exploser, comme cela s'est passé notamment à l'usine AZF de Toulouse.
- En France existe une catégorie de « substances naturelles à usage biostimulant » et « préparations naturelles peu préoccupantes » (PNPP), comme le purin d'ortie. Elles échappent aux règles d'autorisation de mise sur le marché (AMM) qui s'imposent aux engrais chimiques à partir de 2015, de même que les « déchets, résidus ou effluents "dont l'évacuation ou le déversement sur des terres agricoles en tant que matières fertilisantes fait l'objet d'un plan d'épandage garantissant leur innocuité" »[2] et les matières organiques brutes ou supports de culture d'origine naturelle, obtenus « à partir de matières naturelles sans traitement chimique" ne sont pas concernés non plus »[2].
- « Les supports de culture sont "des produits destinés à servir de milieu de culture à certains végétaux" »[2]
- « les adjuvants sont "des préparations dépourvues d'activité de matière fertilisante" mais qui "modifient les qualités physiques, chimiques ou biologiques d'une matière fertilisante, à laquelle ils sont ajoutés" »[2].
- On distingue deux catégories de fertilisants : les engrais et les amendements. 
On distingue parfois aussi leurs formes liquides et solides.

## Engrais

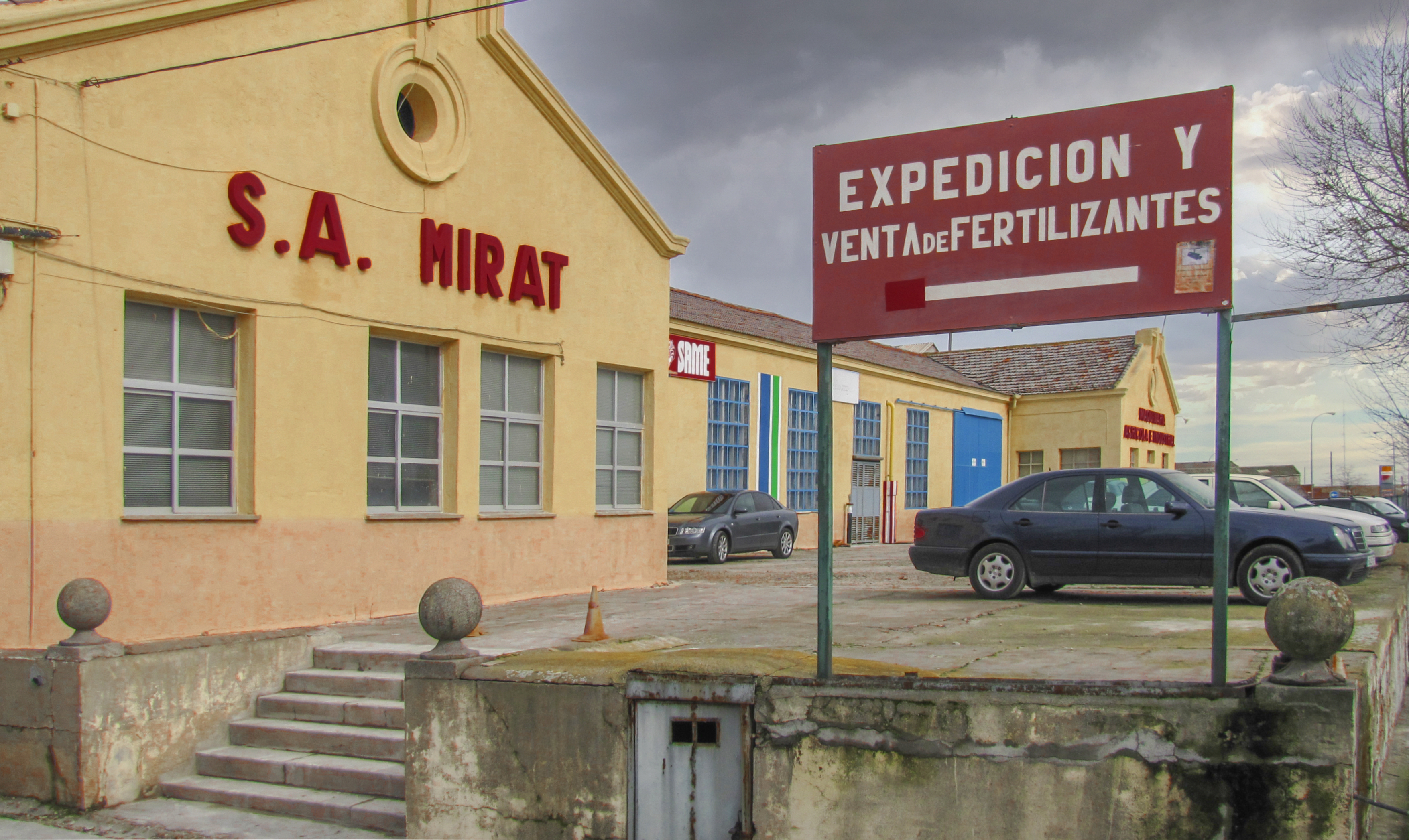
L'usine d'engrais Mirat a été fondée en 1812 à Salamanque, en Espagne.

Ils contribuent, par des apports relativement limités en quantité, à la nutrition des plantes, en leur procurant les éléments nutritifs dont elles ont besoin pour se développer et demeurer saines, et qui peuvent se trouver en quantité insuffisante dans le sol. Les éléments nutritifs les plus importants sont l'azote, le phosphore et le potassium. Ils peuvent se présenter sous des formes et des conditionnements variés selon leur nature chimique et leur état physique, solide, liquide, voire gazeux. Leur application se fait sous des formes adaptées. On appelle reliquat la quantité d'engrais (le reliquat n'est souvent calculé que pour l'azote qui est l'élément le plus mobile) qui n'a pas été utilisé par les plantes dans l'année et qui reste disponible pour une culture d'hiver ou pour l'année suivante (si l'azote n'a pas été lessivé, auquel cas il risque de polluer les nappes ou les eaux superficielles localement et en aval du bassin).
En France, dans le cadre de l'application de la directive nitrates, on parle aussi de fertilisants de « type I, II ou III » (voir ci-dessous), qui peuvent avoir des impacts différents du point de vue des risques bactériologiques et de l'eutrophisation, c'est pourquoi les programmes d'actions et les réglementations peuvent aussi les différencier.

## Types de fertilisants azotés
Les fertilisants azotés posent un problème particulier en raison de la grande solubilité de l'ion nitrate dans l'eau et de sa responsabilité dans l'eutrophisation générale de l'environnement.
L'azote d'origine organique est minéralisé plus ou moins rapidement (selon qu'il s'agisse d'azote minéral (ion ammonium surtout) ou d'azote organique (urée, acide urique, azote de la matière organique non encore décomposée, etc.) et selon la présence de carbone biodisponible qui détermine un équilibre fondamental, déterminé par le rapport C/N (rapport entre quantité de carbone et quantité d'azote du fertilisant). Le rapport C/N est une des clés expliquant la vitesse de minéralisation et éventuellement de perte d'azote lorsque le sol est nu (la forme organique plus stable se transforme en forme minérale (ammoniacale, ou nitrique) selon le C/N.
Les déjections sans litière (lisiers) qui sont des produits à C/N bas évoluent rapidement (nitrification totale du lisier de porc en trois à cinq semaines), alors que ceux à C/N élevé dont les déjections avec litière (fumier), ne relarguent leur azote que lentement, (plus ou moins selon le type de matières carbonées plus ou moins dégradables (ex : paille ou copeaux de bois) et selon la nature de la déjection.
En France, le Code des bonnes pratiques agricoles a classé les fertilisants en trois catégories :
- fertilisants du type I : ils contiennent de l'azote organique et ont un C/N élevé (supérieur à 8), tels que les déjections avec litière (exemple : fumier) ;
- fertilisants du type II : ils contiennent de l'azote organique et ont un C/N bas (inférieur ou égal à 8). Ex : déjections sans litière ou lisier et engrais d'origine organique animale. Des déjections liquides, même associées à des matières carbonées lentement dégradables (type sciure ou copeaux de bois), malgré un rapport dans ce cas C/N élevé, doivent être classées dans le type II ;
- fertilisants du type III : fertilisants chimiques de synthèse ; minéraux et uréiques.

Les autres fertilisants tels que boues normalisées, gadoues, eaux résiduaires, composts etc. sont classés dans l'une de ces 3 catégories au vu de leur rapport C/N (corrigé selon la forme du carbone le cas échéant).

## Amendements

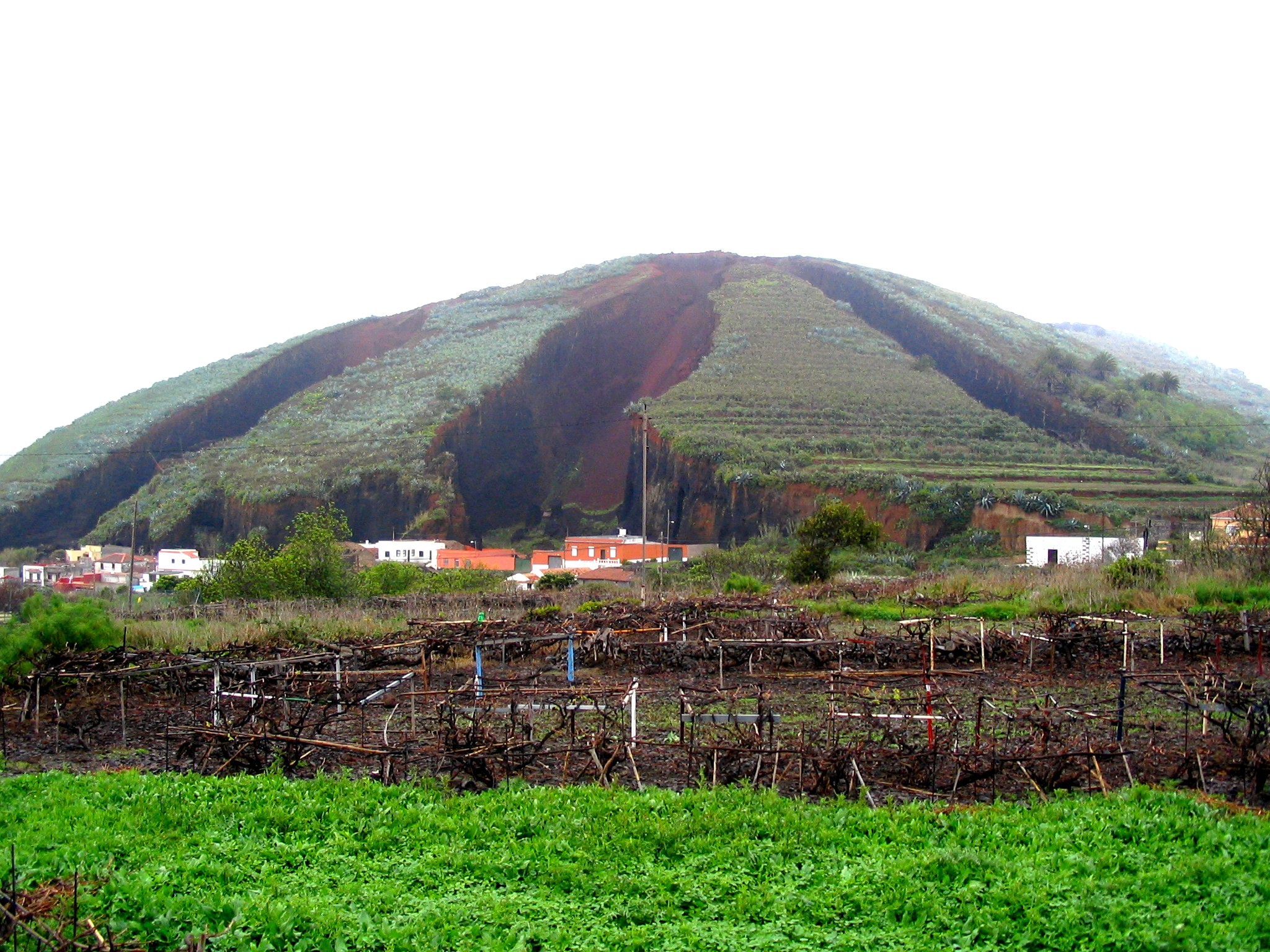
Carrières de cendre volcanique, El Palmar, île de Tenerife, Canaries. La terre brune, ou « picòn » retirée de cet ancien cône volcanique est épandue sur les champs pour améliorer leur pouvoir de rétention d’eau.

L’amendement est l'apport d'un produit fertilisant ou d'un matériau destiné à améliorer la qualité des sols (du point de vue de la structure et de l'acidité).
Ce sont des substances que l'on ajoute, généralement en grande quantité, aux sols pour améliorer leur qualité physique (structure), chimique (acidité) et biologique (humus). Généralement, il s'agit d'amendements calcaires (chaulage), qui agissent sur les qualités physiques et chimiques du sol (notamment en augmentant le pH), établissant ainsi un milieu plus propice au développement des cultures, ou d'amendements organiques, qui améliorent la structure chimique du sol par l'apport d'humus et qui favorisent la vie microbienne du sol. Les amendements contiennent souvent des quantités non négligeables d'éléments nutritifs et sont parfois assimilés à des engrais.